# Domenico Meccoli
Domenico Meccoli (Assisi, 4 gennaio 1913 – Roma, 21 novembre 1983) è stato un giornalista e sceneggiatore italiano.

## Biografia
Giornalista, si è occupato intensamente di cinema dapprima collaborando all'Istituto internazionale per la cinematografia educativa (organismo collegato alla Società delle Nazioni ed in seguito come redattore del settimanale Cinema, sia nella prima che nella seconda serie. Successivamente scrisse per Epoca, della quale fece anche il corrispondente da Parigi. Come sceneggiatore firmò una decina di pellicole tra il 1939 e il 1954. È apparso anche come attore in tre film. Nel 1956 pubblicò un volume sull'attività di Luigi Zampa, che restò per molti anni, sino al 2012, l'unica monografia sul regista romano.
Ha fatto parte delle giurie della Mostra del Cinema di Venezia del 1955, del Festival di Cannes del 1956 e del Festival di Berlino nel 1968. Ha diretto per due anni la Mostra del Cinema di Venezia nel 1961 e nel 1962. Nel 1965 ha curato la pubblicazione di Venti anni di cinema italiano, opera antologica che descrive la nascita del premio Nastro d'argento.
Dopo la sua scomparsa, avvenuta a 70 anni, la città natale di Assisi decise di istituire il Premio Domenico Meccoli denominato "Scrivere di cinema", assegnato annualmente ai critici e agli storici del cinema.

## Filmografia

### Sceneggiatore
- Abuna Messias di Goffredo Alessandrini (1939)[2]
- Uragano ai tropici di Pier Luigi Faraldo (1939)
- L'ultimo addio di Ferruccio Cerio (1942)
- Rondini in volo di Luigi Capuano (1949)
- La strada finisce sul fiume di Luigi Capuano (1950)
- Domani è un altro giorno di Léonide Moguy (1951)
- Cronaca di un delitto di Mario Sequi (1952)
- I due derelitti di Flavio Calzavara (1952)
- Eva nera di Giuliano Tomei (1953) anche attore
- Pietà per chi cade di Mario Costa (1954)
- Tam tam Mayumbe di Gian Gaspare Napolitano (1955) solo attore
- Italia piccola di Mario Soldati (1957)

## Opere
- Luigi Zampa, Roma, edizioni Cinque Lune, 1956, ISBN non esistente
- Vent'anni di cinema italiano (prefazione), Roma, Sindacato Nazionale Giornalisti Cinematografici, 1965. NoISBN